# برنارد تان
برنارد تان (بالإنجليزية: Bernard Tan)‏ هو مهندس وملحن سنغافوري، ولد في 1943.